# Astragalus squarrosus
Astragalus squarrosus är en ärtväxtart som beskrevs av Aleksandr Andrejevitj Bunge. Astragalus squarrosus ingår i släktet vedlar, och familjen ärtväxter. Inga underarter finns listade i Catalogue of Life.